# Feliks Wieciński
Feliks Wieciński (ur. 19 listopada 1886 w Makowie Mazowieckim, zm. 30 września 1957 w Warszawie) – polski samorządowiec, burmistrz Zakroczymia (1919–1922), Mławy (1922–1928) i Przasnysza (1928–1939)

## Życiorys
Był synem Stanisława i Agnieszki z Jakubowskich Wiecińskich.
W latach 1919–1922 był burmistrzem Zakroczymia. W kolejnych wyborach w 1922 roku został burmistrzem Mławy (wiceburmistrzem miasta został Kazimierz Karol Koszutski).
W 1928 roku został odznaczony Złotym Krzyżem Zasługi „zasługi w pracy społecznej i samorządowej”. W wyborach 1928 roku został wybrany przez radę miejską burmistrzem Przasnysza. W wyborach w 1934 i 1938 roku uzyskiwał reelekcję, ostatnią kadencję przerwał wybuch II wojny światowej.
Pełniąc obowiązki burmistrza Przasnysza dążył do unowocześnienia miasta, za jego kadencji dokończono budowę elektrowni, rozbudowano wodociągi i kanalizację miasta, brukowano ulice, wybudowano kort tenisowy i dom ludowy państwowego instytutu wychowania.
Został pochowany na warszawskich Powązkach, kwatera 220, rząd 3, miejsce 1, 2. 